# Грачано (Сијена)
Грачано је насеље у Италији у округу Сијена, региону Тоскана.
Према процени из 2011. у насељу је живело 583 становника. Насеље се налази на надморској висини од 297 м.